# ألبرتو ألونسو
ألبرتو ألونسو هو راقص باليه كوبي، ولد في 22 مايو 1917 في هافانا في كوبا، وتوفي في 31 ديسمبر 2007 في غينزفيل في الولايات المتحدة.